# Chenecey-Buillon
Chenecey-Buillon è un comune francese di 563 abitanti situato nel dipartimento del Doubs nella regione della Borgogna-Franca Contea.
In questa città nacque la scrittrice e pittrice Alice Rahon (1904-1987).

## Società

### Evoluzione demografica
Abitanti censiti